# Rouvroy (Pas-de-Calais)
Rouvroy is een gemeente in het Franse departement Pas-de-Calais (regio Hauts-de-France). De plaats maakt deel uit van het arrondissement Lens. Rouvroy telde op 1 januari 2022 8.675 inwoners.

## Geografie
De oppervlakte van Rouvroy bedroeg op 1 januari 2022 6,42 vierkante kilometer; de bevolkingsdichtheid was toen 1.351,2 inwoners per km².

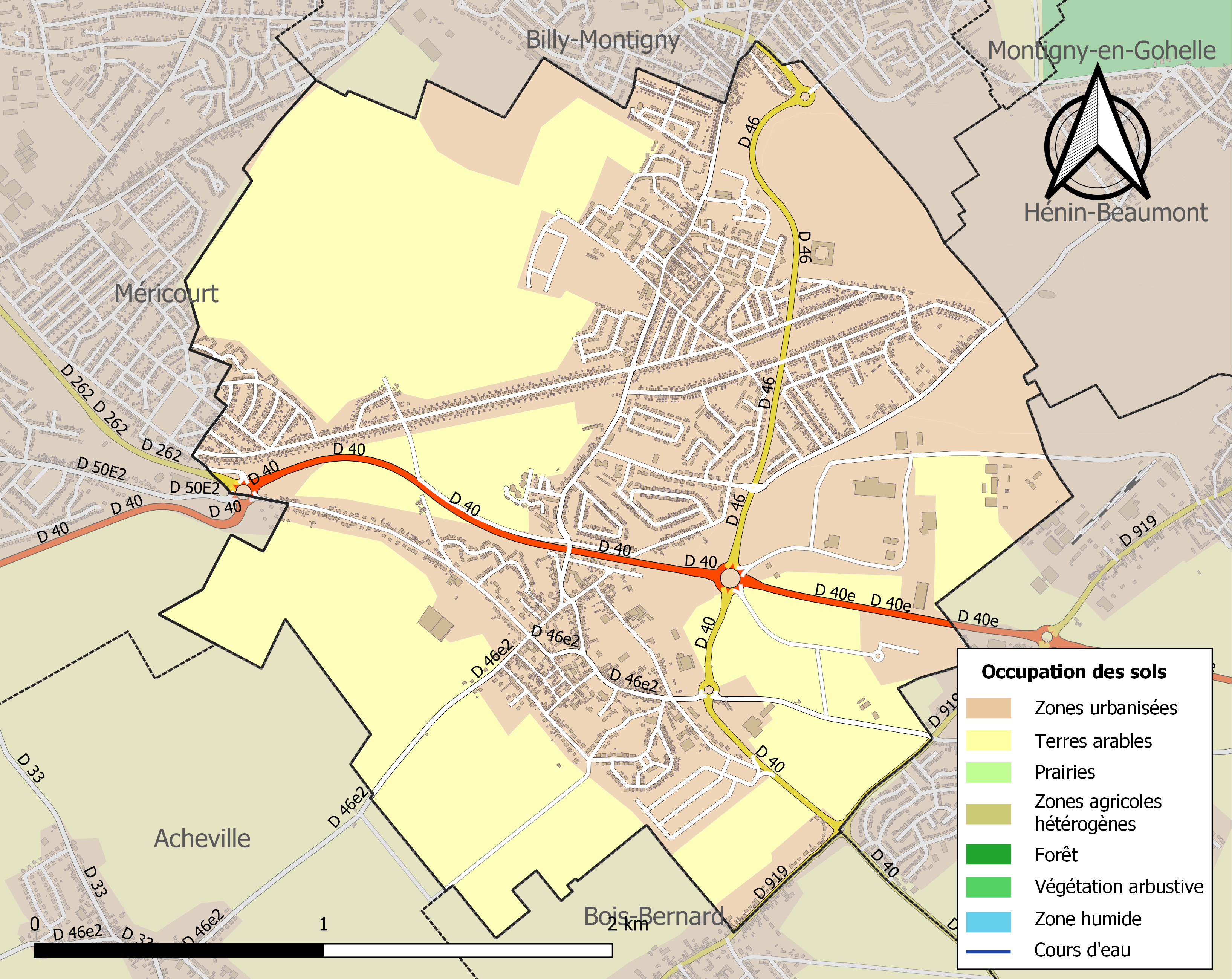
Kaart van de gemeente met belangrijkste infrastructuur, bodemgebruik en omliggende gemeenten

## Demografie
Onderstaande figuur toont het verloop van het inwonertal (bron: INSEE-tellingen).